# یواس‌اس پرفکتو (اس‌پی-۸۶)
یواس‌اس پرفکتو (اس‌پی-۸۶) (به انگلیسی: USS Perfecto (SP-86)) یک کشتی بود که طول آن ۶۰ فوت (۱۸ متر) بود. این کشتی در سال ۱۹۱۷ ساخته شد.